# ماشو باکر
ماشو باکر (انگلیسی: Mashu Baker؛ زادهٔ ۲۵ سپتامبر ۱۹۹۴) جودوکار اهل ژاپن است.